# ويليام ريتشاردسون (سياسي)
ويليام ريتشاردسون (بالإنجليزية: William Richardson)‏ هو ضابط وسياسي أمريكي، ولد في 1735، وتوفي في 1825.